# Joaquín Amaro
Joaquín Amaro är en ort i Mexiko.   Den ligger i kommunen El Fuerte och delstaten Sinaloa, i den västra delen av landet, 1 200 km nordväst om huvudstaden Mexico City. Joaquín Amaro ligger 52 meter över havet och antalet invånare är 109.
Terrängen runt Joaquín Amaro är platt. Runt Joaquín Amaro är det ganska glesbefolkat, med 23 invånare per kvadratkilometer. Närmaste större samhälle är San Blas, 14,4 km norr om Joaquín Amaro. I omgivningarna runt Joaquín Amaro växer huvudsakligen savannskog.